# こんなところにあるあるが。土曜・あるある晩餐会
『こんなところにあるあるが。土曜♥あるある晩餐会』（こんなところにあるあるが どよう あるあるばんさんかい）は、2016年4月10日（9日深夜）から2017年9月16日までテレビ朝日で放送されていたバラエティ番組である。通算67回（35回＋12回＋20回）。
開始当初は毎週日曜2:15 - 2:45（土曜深夜）に『あるある議事堂』（あるあるぎじどう）という番組名で放送していたが、2017年1月より毎週日曜2:00 - 2:30（土曜深夜）に繰り上げとなり、同年4月15日から現番組名に改題し、毎週土曜21:58 - 22:59に枠移動・拡大・プライムタイム昇格としての放送となる。

## 概要
ある共通のジャンルや特徴を持つ人たち「あるある議員」を複数名招き、そのジャンルの人だけが共感できる「あるある」を発表する。
発表者以外の議員は共感した場合は席のボタンで「あるある」の度合を判定。1人最高10「あるある」で判定し、全員の合計で半数（発表者は10「あるある」で固定）を超えれば「結構あるある」に、満点で「超あるある」と認定されるが、越えなければ「なしなし」と評価される。
番組の最後にはその日一番「あるある」を獲得した「MVA（モスト・バリュー・あるある）」が発表される。
改題・枠移動・拡大後の視聴率推移は同初回2時間SPから第5回まで順に、7.7%・7.6%・6.8%・6.4%・5.2%を記録しており（いずれもビデオリサーチ調べ、関東地区・世帯・リアルタイム。以下略）、この苦戦している視聴率推移が2017年の年度視聴率の6週経過時点において、TBSにゴールデンタイム・プライムタイムで民放2位の座を明け渡す要因として挙がっている。
2017年9月16日をもって本番組は終了、後番組は『陸海空 地球征服するなんて』が火曜ネオバラエティ枠からプライムタイムへ昇格の上、改題となる。
今田と指原が司会を務める番組としては、終了後も時間帯を変えながら『ひかくてきファンです!』まで2017年4月から2020年9月までの3年半にわたり続いた。

## 出演者

### 深夜番組時代（出演者）
議長
- 今田耕司

副議長
- 週替わりで該当ジャンルに詳しいゲスト（後述）が務める。

### プライムタイム時代（出演者）
支配人
- 今田耕司

副支配人
- 指原莉乃

## 放送リスト

### 深夜番組時代（放送リスト）
| 回                                                                                            | 放送日   | 放送内容 | 副議長                                                            | あるある議員 | 備考                                                        |
| --------------------------------------------------------------------------------------------- | -------- | --- | ----------------------------------------------------------------- | --- | ----------------------------------------------------------- |
| 0                                                                                             | 4月8日   | あるある議事堂 ～2016年度緊急議会～ - 週末 大型商業施設でトークショーをしている芸能人 - いまいち仕事の入らない2世タレント | 劇団ひとり                                                        | 鈴木奈々 GENKING 舟山久美子 辺見えみり 水沢アリー 北村まりこ 平尾勇気 紘毅 | パイロット版 23:35 - 翌0:35に放送。                         |
| 1                                                                                             | 4月10日  | 伝説的バンドのドラマー | 澤部佑（ハライチ）                                                | 五十嵐公太 O-JIRO 真矢 まこと 松本玲二 | レギュラー放送開始                                          |
| 2                                                                                             | 4月17日  | 脱ぎそうで脱がないグラビアイドル | 大久保佳代子（オアシズ）                                          | 磯山さやか 小林恵美 手島優 西田麻衣 |                                                             |
| 3                                                                                             | 4月24日  | 一人のモノマネだけで生きているモノマネタレント | 高橋茂雄（サバンナ）                                              | 小石田純一 ぺよん潤 まねだ聖子 こんちはる |                                                             |
| 4                                                                                             | 5月1日   | テレビで人気の気象予報士 | 高橋茂雄（サバンナ）                                              | 石原良純 森田正光 依田司 |                                                             |
| 5                                                                                             | 5月8日   | 日出高校 芸能コース出身タレント | 劇団ひとり                                                        | 菊地亜美 滝沢カレン 南明奈 |                                                             |
| 6                                                                                             | 5月15日  | なぜ脱がない? 人気覆面レスラー | 博多大吉（博多華丸・大吉）                                        | 獣神サンダー・ライガー タイガーマスク ザ・グレート・サスケ |                                                             |
| 7                                                                                             | 5月22日  | 映画のプロモーションになにかとよく出ている芸能人 | 土田晃之                                                          | 栗原類 篠原信一 はるな愛 藤本敏史（FUJIWARA） |                                                             |
| 8                                                                                             | 5月29日  | 「あの人は今」に何度もオファーされる芸能人 | 小籔千豊                                                          | 工藤兄弟 坂本一生 しゅくはじめ 鼠先輩 |                                                             |
| 9                                                                                             | 6月5日   | 地方ではスターだったけどフリーになって東京では伸び悩んでいる女子アナ | 陣内智則                                                          | 塩地美澄 中嶋美和子 松本圭世 |                                                             |
| 10                                                                                            | 6月12日  | 1つのヒット曲で活躍している歌手 | バカリズム                                                        | 嶋大輔 高橋ジョージ 日浦孝則 前田由紀 |                                                             |
| 11                                                                                            | 6月19日  | Gカップ以上超巨乳タレント | 柳原可奈子                                                        | 尾崎ナナ 佐藤聖羅 清水あいり 星間美佳 |                                                             |
| SP                                                                                            | 6月20日  | あるある議事堂 週刊誌に負けるな! 今田耕司が芸能人の整形・自宅の値段・大手術の真相 全部話させますSP - 大手術をして病気を克服した芸能人あるある - 無理して家を買った芸能人あるある - 整形をカミングアウトしたら仕事が増えたタレントあるある | 高橋茂雄（サバンナ） 千原ジュニア ホラン千秋                      | 麻木久仁子 竹原慎二 団長安田（安田大サーカス） 錦野旦 間寛平 和田アキ子 内間政成（スリムクラブ） 加藤歩（ザブングル） 河口恭吾 神奈月 木山裕策 内藤大助 真壁刀義 一条ありさ ヴァニラ 紅蘭 ちゃんもも◎ 浜田ブリトニー 吉川ちか 吉川ちえ | 2時間スペシャル 19:00 - 20:54に放送 ANNフルネット全局で放送 |
| （6月26日は「サッカー・UEFAユーロ2016 決勝T 1回戦 ウェールズ×北アイルランド」中継のため休止） |          | |                                                                   | |                                                             |
| 12                                                                                            | 7月3日   | 2人でワンセットの仕事が多い双子タレント | 土田晃之                                                          | かずや（ザ・たっち） 木村真野（木村真野・紗野） 斉藤慶太（斉藤慶太・祥太） 広海（広海・深海） | 2:30から放送（15分繰り下げ）                                |
| 13                                                                                            | 7月10日  | 不倫が報道されちゃって大変だった芸能人（前編） | 土田晃之                                                          | 柴田英嗣（アンタッチャブル） とにかく明るい安村 山路徹 |                                                             |
| （7月17日は「第145回全英オープンゴルフ」中継のため休止）                                      |          | |                                                                   | |                                                             |
| 14                                                                                            | 7月24日  | 不倫が報道されちゃって大変だった芸能人（後編） | 土田晃之                                                          | 柴田英嗣（アンタッチャブル） とにかく明るい安村 山路徹 | 2:40から放送（25分繰り下げ）                                |
| （7月31日は「第40回全英女子オープンゴルフ」中継のため休止）                                   |          | |                                                                   | |                                                             |
| 15                                                                                            | 8月7日   | オリンピックでメダル候補と言われながら敗れてしまった一流選手 | ビビる大木                                                        | 瀬古利彦 G.G.佐藤 小椋久美子 | 2:45から放送（30分繰り下げ）                                |
| 16                                                                                            | 8月14日  | 死ぬまで独身!?アラフィフ女性芸能人 | 大久保佳代子（オアシズ）                                          | 森口博子 筒井真理子 大沢逸美 | 2:30から放送（15分繰り下げ）                                |
| 17                                                                                            | 8月21日  | サーフィンにハマっているけど似合っていない芸能 | SHELLY                                                            | 木下隆行（TKO） 野村宏伸 ほんこん 茂出木浩司 | 2:30から放送（15分繰り下げ）                                |
| 18                                                                                            | 8月28日  | こんな深夜の放送なのにネットが荒れまくったあるある議案 一挙公開SP | こんな深夜の放送なのにネットが荒れまくったあるある議案 一挙公開SP | こんな深夜の放送なのにネットが荒れまくったあるある議案 一挙公開SP |                                                             |
| 19                                                                                            | 9月4日   | いついかなる時もサングラスを絶対外さない芸能人 | 劇団ひとり                                                        | DJ KOO Mr.マリック 木根尚登 | 2:35から放送（20分繰り下げ）                                |
| 20                                                                                            | 9月11日  | 作者は本当に食通なの?人気グルメ漫画家あるある | ケンドーコバヤシ                                                  | うえやまとち 土山しげる ラズウェル細木 倉田よしみ | 2:20から放送（5分繰り下げ）                                 |
| 21                                                                                            | 9月18日  | 調子に乗ってCDを出したけど全然売れなかった女性タレント | 大久保佳代子（オアシズ）                                          | 安西ひろこ 熊田曜子 手島優 | 2:30から放送（15分繰り下げ）                                |
| 22                                                                                            | 9月25日  | 女性として幸せ?悪役女子プロレスラーあるある | 博多大吉（博多華丸・大吉）                                        | 井上京子 ダンプ松本 ブル中野 |                                                             |
| 23                                                                                            | 10月2日  | ボンボンだらけって本当!?成城学園出身の芸能人あるある | ビビる大木                                                        | 小園凌央 小宮浩信（三四郎） 山口もえ |                                                             |
| 24                                                                                            | 10月9日  | 人気グループの中でキャラ枠で必死に生き残ったアイドルあるある | 岩尾望（フットボールアワー）                                      | 嗣永桃子 野呂佳代 保田圭 | 2:20から放送（5分繰り下げ）                                 |
| 25                                                                                            | 10月16日 | どうしたらなれるの?人気アニソン歌手あるある | 高橋茂雄（サバンナ）                                              | 串田アキラ 水木一郎 YOFFY |                                                             |
| 26                                                                                            | 10月23日 | 温泉レポーターの仕事がやたら多いタレントあるある | 大久保佳代子（オアシズ）                                          | 小野真弓 久米田彩 秦瑞穂 春馬♨ゆかり |                                                             |
| 27                                                                                            | 10月30日 | ショーレースでようやく優勝したのに人生が変わらなかった芸人 | 井上裕介（NON STYLE）                                             | かもめんたる パンクブーブー やまもとまさみ | 2:30から放送（15分繰り下げ）                                |
| 28                                                                                            | 11月6日  | 女性として幸せ?大食い女性タレント | 馬場園梓（アジアン）                                              | 三宅智子 もえのあずき ロシアン佐藤 |                                                             |
| SP                                                                                            | 11月6日  | あるある議事堂SP |                                                                   | | 『日曜エンタ』枠                                            |
| 29                                                                                            | 11月13日 | ゴールデン未公開SP | 指原莉乃（HKT48） バカリズム                                      | 哀川翔 有野晋哉（よゐこ） 石原良純 遠藤章造（ココリコ） 川﨑麻世 木山裕策 庄司智春（品川庄司） 藤本敏史（FUJIWARA） 峰竜太 ユージ 東貴博（Take2） 有村昆 HG（レイザーラモン） 大鶴義丹 ガダルカナル・タカ サンドウィッチマン 野村将希 真栄田賢（スリムクラブ） 元木大介 （以下は週刊誌記者ゲスト） 荒木田範史（週刊女性現役記者） 佐々木博之（元 雑誌フライデー記者） 橋本賢次郎（週間大衆現役記者） 上田耕司（週刊朝日現役記者） 中村竜太郎（元週刊文春記者） 宮嶋茂樹（プロカメラマン） | 2:20から放送（5分繰り下げ）                                 |
| 30                                                                                            | 11月20日 | 得体の知れない職業・DJ | 高橋真麻                                                          | Shintaro DJ KAORI C'k |                                                             |
| 31                                                                                            | 11月27日 | 儲かるの?馬主になった芸能人 | 川島明（麒麟）                                                    | 清水アキラ Dr.コパ 宮川一朗太 |                                                             |
| 32                                                                                            | 12月4日  | ピコ太郎のブレイクが羨ましいキャブラーあるある | 田村亮（ロンドンブーツ1号2号）                                    | 金谷ヒデユキ X-GUN BOOMER |                                                             |
| 33                                                                                            | 12月11日 | 役に立っている?魅力度ランキング4年連続最下位の茨城県で大使をやっている芸能人 | 博多大吉（博多華丸・大吉）                                        | 赤プル 磯山さやか 鈴木奈々 | 2:20から放送（5分繰り下げ）                                 |
| 34                                                                                            | 12月18日 | 肩身が狭い?嫁のほうが稼いでいる芸能人の夫 | 陣内智則                                                          | HG（レイザーラモン） 庄司智春（品川庄司） 大（グランジ） |                                                             |
| 35                                                                                            | 12月25日 | いつまで続ける?昭和生まれの30オーバーグラドル | ケンドーコバヤシ                                                  | 尾崎ナナ 祥子 手島優 |                                                             |

| 回                                                      | 放送日  | 放送内容 | 副議長                       | あるある議員 | 備考                                   |
| ------------------------------------------------------- | ------- | --- | ---------------------------- | --- | -------------------------------------- |
| （1月1日は『朝まで生テレビ!元旦スペシャル』のため休止） |         | |                              | |                                        |
| 36                                                      | 1月8日  | どれくらい稼げる?世界チャンピオンになったことのあるボクサー                                                                                | ケンドーコバヤシ             | 亀田大毅 具志堅用高 薬師寺保栄 | この回より2:00から放送（15分繰り上げ） |
| SP                                                      | 1月8日  | あるある議事堂SP スクープで人生を狂わされてたまるか! 芸能人VS週刊誌の記者 徹底的に戦ってやる!! &最近どうしているのか勝手に心配している歌手 | 大谷亮平 指原莉乃 バカリズム | （以下は芸能人VS週刊誌記者） 石田純一 いとうあさこ 井戸田潤（スピードワゴン） 梅沢富美男 梅宮辰夫 遠藤章造（ココリコ） 狩野英孝 ガダルカナル・タカ 銀シャリ 鈴木奈々 水道橋博士 椿鬼奴 出川哲朗 とにかく明るい安村 東国原英夫 丸高愛実 山路徹 YOU （以下は記者） 荒木田範文（週刊女性記者） 上田耕司（週刊朝日専属記者） 佐々木博之（元 雑誌フライデー記者） 坪井安奈（元女性セブン記者） 豊沢朱門（元週刊誌記者） 中村竜太郎（元週刊文春記者） 橋本賢次郎（週刊大衆記者） 宮嶋茂樹（カメラマン） （以下は最近どうしてるの歌手） アンダーグラフ 石井明美 伊藤ゆみ（元ICONIQ） m.c.A・T 城みちる tohko 西口久美子（青い三角定規） 前田有嬉（Whiteberry） | 『日曜エンタ』枠                       |
| 37                                                      | 1月22日 | 芸能人パワーで店をオープンさせたが閉店したタレント                                                                                         | はるな愛                     | 石田純一 かつみ♥さゆり 元木大介 |                                        |
| 38                                                      | 1月29日 | 世界チャンピオンなのにマイナー競技で全然有名じゃない選手                                                                                   | 大久保佳代子（オアシズ）     | 伊藤慎一（ウイングスーツ） 小原聡将（水上バイク） 佐藤彩香（一輪車） |                                        |
| 39                                                      | 2月5日  | 一体どんな生活なの?離島出身の芸能人 | 小籔千豊                     | 大悟（千鳥） 島谷ひとみ 東ちづる | 2:15から放送（15分繰り下げ）           |
| 40                                                      | 2月12日 | 今でもモテるの?カリスマと呼ばれた元ホスト                                                                                                  | 高橋真麻                     | 伏見直樹 鉄平 頼朝 | 2:05から放送（5分繰り下げ）            |
| 41                                                      | 2月19日 | なぜ見破れない?マジシャンあるある | ケンドーコバヤシ             | Dr.レオン ふじいあきら 山上兄弟 |                                        |
| 42                                                      | 2月26日 | こんなに違うの? 親が“教師”のタレントと親が“芸人”のタレントあるある                                                                         | 馬場園梓（アジアン）         | ＜親が教師＞ 青木さやか ギャル曽根 草野仁 ＜親が芸人＞ IMALU 小堺翔太 小園凌央 | 2:05から放送（5分繰り下げ）            |
| 43                                                      | 3月5日  | こんなに違うの? 親が“教師”のタレントと親が“芸人”のタレントあるある 完結編                                                                  | 馬場園梓（アジアン）         | ＜親が教師＞ 青木さやか ギャル曽根 草野仁 ＜親が芸人＞ IMALU 小堺翔太 小園凌央 | 2:05から放送（5分繰り下げ）            |
| 44                                                      | 3月12日 | 一体どんなキャンパスライフなの!? 大学で体育・音楽・演劇を専攻した芸能人あるある                                                            | 村上健志（フルーツポンチ）   | ＜体育を専攻＞ 川合俊一 佐藤弘道 丸山桂里奈 ＜音楽を専攻＞ 岡部磨知 松井咲子 ＜演劇を専攻＞ 斉藤慎二（ジャングルポケット） 白鳥久美子（たんぽぽ） |                                        |
| 45                                                      | 3月19日 | 一体どんなキャンパスライフなの!? 大学で体育・音楽・演劇を専攻した芸能人あるある （完結編）                                                 | 村上健志（フルーツポンチ）   | ＜体育を専攻＞ 川合俊一 佐藤弘道 丸山桂里奈 ＜音楽を専攻＞ 岡部磨知 松井咲子 ＜演劇を専攻＞ 斉藤慎二（ジャングルポケット） 白鳥久美子（たんぽぽ） |                                        |
| 46                                                      | 3月26日 | 本当に華やかな世界なの?F1レーサーあるある                                                                                                  | 博多大吉（博多華丸・大吉）   | 井出有治 片山右京 中野信治 |                                        |
| 47                                                      | 4月2日  | あるある議事堂 厳選あるある集 |                              | |                                        |

### プライムタイム時代（放送リスト）
| 回 | 放送日  | 放送内容                                                   | 来賓                                                          | 見届け人                                                                                        | あるあるゲスト | 備考                                  |
| -- | ------- | ---------------------------------------------------------- | ------------------------------------------------------------- | ----------------------------------------------------------------------------------------------- | --- | ------------------------------------- |
| 1  | 4月15日 | 「離島出身芸能人」&「特殊な大学で学んだ芸能人」あるある!   | 「離島出身芸能人」 天海祐希 「特殊な大学出身芸能人」 志田未来 | 「離島出身芸能人」 紅蘭 土田晃之 東国原英夫 「特殊な大学出身芸能人」 泉里香 博多大吉 おのののか | 「離島出身芸能人」 ＜九州の離島＞ 中孝介 栄和人 福島善成（ガリットチュウ） ＜瀬戸内の離島＞ 東ちづる 島谷ひとみ 大悟（千鳥） ＜東京都の離島＞ 杉浦双亮（360°モンキーズ） 畑中葉子 「特殊な大学出身芸能人」 ＜体育大＞ 池谷直樹 川合俊一 丸山桂里奈 森渉 ＜音楽大＞ 岡部磨知 岡本知高 HIROSHI 米良美一 ＜芸大＞ 筧利夫 城戸真亜子 ＜美大＞ 藤吉久美子 吉竹史 | 初回2時間スペシャル （20:54 - 23:06） |
| 2  | 4月22日 | どっちが幸せ!?親が教師の芸能人と親が元ヤンの芸能人あるある | 亀田興毅                                                      | 杉村太蔵 竹内まなぶ（カミナリ） 藤田ニコル                                                      | ＜親が教師の芸能人＞ 青木さやか あばれる君 石田たくみ（カミナリ） 榎木孝明 ギャル曽根 向井慧（パンサー） 横澤夏子 ＜親が元ヤンの芸能人＞ 愛菜 秀作（爆笑コメディアンズ） 矢口真里 |                                       |

| 回 | 放送日  | 放送内容                                                              | VIP                            | 来賓                                     | あるあるゲスト | 備考      |
| -- | ------- | --------------------------------------------------------------------- | ------------------------------ | ---------------------------------------- | --- | --------- |
| 3  | 4月29日 | どっちが幸せなの?元キー局出身女子アナVS元地方局 出身女子アナ!あるある | 徳光和夫                       | 東貴博 ケンドーコバヤシ 山田菜々 YOU     | ＜キー局出身アナ＞ 木佐彩子 高橋真麻 馬場典子 本田朋子 ＜地方局出身アナ＞ 竹中知華 谷岡恵里子 中嶋美和子 古瀬絵理                                                                           |           |
| 3  | 4月29日 | なってよかった?後悔もしている?歴代バラドルあるある                    | 山田邦子                       | おのののか 菊地亜美 野呂佳代 吉木りさ    | 中山エミリ 西田ひかる 西村知美 早坂好恵 松本明子 森口博子 渡辺美奈代 |           |
| 4  | 5月6日  | 今の映画界ではありえない!?破天荒過ぎる!昭和の銀幕スターあるある       | 大友康平                       | 春日太一 コトブキツカサ 濱口優（よゐこ） | 伊吹吾郎 梅宮辰夫 谷隼人 千葉真一 三田佳子 | [ 注 20 ] |
| 5  | 5月13日 | 活躍した女子チーム 私たちこんなに大変な目にあってきましたあるある     | 持田香織（Every Little Thing） | 川合俊一 濱口優（よゐこ） 鈴木奈々       | ＜元モーニング娘。＞ 石黒彩 保田圭 矢口真里 吉澤ひとみ ＜元シンクロ選手＞ 田中ウルヴェ京 奥野史子 武田美保 木村真野（木村真野・紗野） ＜女子バレーボール選手＞ 高橋みゆき 杉山祥子 大山加奈 |           |
| 6  | 5月20日 | 意外と知らないお天気の世界!気象予報士あるある                         | 速水もこみち hitomi            | 濱口優（よゐこ） 藤本敏史（FUJIWARA）    | 石原良純 井田寛子 岡田みはる 奥村政佳 森田正光 依田司 |           |
| 7  | 5月27日 | 今だから言える裏話!80年代90年代ドラマ主演芸能人あるある               | 泉谷しげる                     | 鈴木奈々 中川礼二（中川家）              | 浅香唯 東幹久 石田純一 大鶴義丹 佐藤藍子 高橋由美子 田中美奈子 手塚理美 野村宏伸 布施博 |           |

| 回 | 放送日  | 放送内容                                                                              | 来賓 | あるあるゲスト | 備考                                                                            |
| --- | ------- | ------------------------------------------------------------------------------------- | --- | --- | ------------------------------------------------------------------------------- |
| 8 | 6月3日  | 今ではあり得ないことだらけ!?バブル期に活躍したMCあるある                              | 石原良純 井戸田潤（スピードワゴン） 岡田結実 三四郎                                                     | 生島ヒロシ ヒロミ 徳光和夫 山田邦子 渡辺徹 渡辺正行 |                                                                                 |
| 9 | 6月10日 | 藤井四段の強さを徹底解剖!知られざる将棋の世界あるある                                 | 菊地亜美 コマンダンテ ゆいP（おかずクラブ）                                                             | 加藤一二三 田中寅彦 佐藤紳哉 竹俣紅 伊藤かりん（乃木坂46） 加藤歩（ザブングル） つるの剛士 渡辺徹 |                                                                                 |
| 10 | 6月17日 | 今、アイドル以上にファンを魅了!人気声優あるある                                       | 菊地亜美 銀シャリ                                                                                       | 神谷明 野沢雅子 野島健児 古川登志夫 松本梨香 三ツ矢雄二 三上枝織 森久保祥太郎 山口立花子 山谷祥生 | 『サタデーステーション』が急遽30分後拡大のため、30分繰り下げ（22:28 - 23:29）。 |
| 11 | 6月24日 | これを知ればもっと相撲が楽しくなる!実は私たちが“相撲界”を支えていますあるある         | あかつ 菊地亜美 中尾彬 西田淳裕（キンボシ） はなわ                                                      | ＜行司＞ 式守勘太夫 木村銀治郎 ＜呼出＞ 幸司 邦夫 ＜床山＞ 床九 床作 ＜力士＞ 山口 石浦 |                                                                                 |
| （7月1日は『池上彰のニュースそうだったのか!!3時間SP』〈18:56 - 21:54〉の放送に伴い、『サタデーステーション』が60分繰り下げ・1分拡大、『食ノ音色』が61分繰り下げとなったため、休止） |         |                                                                                       | | |                                                                                 |
| 12 | 7月8日  | 世界中を旅した旅のエキスパートがこの夏の超穴場&激安で快適な海外旅行を教えますあるある | 有野晋哉（よゐこ） 岡田紗佳 上川隆也 栗山千明                                                           | こじま観光 佐藤治彦 詩歩 MASAKI世界一周 山口千貴・真理子 |                                                                                 |
| （7月15日は『笑いの舞台に俳優挑戦 真剣ネタ対決!笑×演』〈21:58 - 23:14〉のため、休止）                                                                                               |         |                                                                                       | | |                                                                                 |
| 13 | 7月22日 | ただ今人生の楽園中!田舎暮らしをしている芸能人あるある                                 | 大堀恵 熊田曜子 山崎育三郎                                                                              | 井上晴美 丘みつ子 上條恒彦 鈴木正幸 竹下宏太郎 林マヤ 仲西康至（移住プランナー） 柳順一（「田舎暮らしの本」編集長） |                                                                                 |
| 14 | 7月29日 | 今見ないと二度と見られない!?失われていく日本の遺産無人駅あるある                      | 岡副麻希 カンニング竹山 土屋アンナ                                                                      | 磯山さやか 伊藤桃 江上敬子（ニッチェ） 南田裕介 峰竜太 横見活彦 中川礼二（中川家） |                                                                                 |
| 15 | 8月5日  | 歴代仮面ライダーが大集合!今夜は仮面を脱いで禁断の裏側も答えますあるある               | しいはしジャスタウェイ（御茶ノ水男子） 篠宮暁（オジンオズボーン） 松井咲子 塚地武雅（ドランクドラゴン） | 藤岡弘、 岡崎徹 倉田てつを 半田健人 西銘駿 飯島寛騎 坂本浩一 三条陸 |                                                                                 |
| 16 | 8月12日 | 一体どんな生活をしている?今、何かと話題の女性議員あるある                             | 大久保佳代子 鈴木奈々 東国原英夫                                                                        | 伊藤良夏 岡野純子 小宮あんり 佐野美和 長島有里 水野ゆうき 山内れい子 米倉春奈 |                                                                                 |
| 17 | 8月19日 | 不倫・暴言・引退・謝罪 今年は大荒れ… 情報番組の裏側すべて見せますあるある             | IMALU 岡田圭右（ますだおかだ） 大久保佳代子（オアシズ）                                                 | あべかすみ 石原良純 おおたわ史絵 草野仁 テリー伊藤 デーブ・スペクター 長谷川まさ子 東国原英夫 |                                                                                 |
| （8月26日は『列島警察捜査網 THE追跡2017夏の事件簿』〈18:56 - 21:54〉の放送に伴い、『サタデーステーション』が60分繰り下げ・1分拡大、『食ノ音色』が61分繰り下げとなったため、休止）   |         |                                                                                       | | |                                                                                 |
| 18 | 9月2日  | 巨額詐欺で大金を騙しとられた芸能人あるある                                            | 北村晴男 ケンドーコバヤシ 小宮浩信（三四郎） 杉村太蔵 鈴木奈々                                          | 池谷幸雄 内山信二 川合俊一 野村宏伸 はるな愛 |                                                                                 |
| 18 | 9月2日  | アイドル扱いされた女子アスリートあるある                                              | 大林素子 武井壮 みくぴ 中川礼二（中川家）                                                               | 浅尾美和 岡崎朋美 小椋久美子 益子直美 |                                                                                 |
| 19 | 9月9日  | 実家が病院・農家・飲食店の芸能人あるある                                              | 柳沢慎吾 斉藤慎二（ジャングルポケット） サンシャイン池崎                                                | ＜実家が病院＞ SHOUTA 高橋茂雄（サバンナ） 西田淳裕（キンボシ） 藤吉久美子 ＜実家が農家＞ ウド鈴木（キャイ〜ン） 鈴木Q太郎（ハイキングウォーキング） 松村邦洋 ＜実家が飲食店＞ 井上和香 おたけ（ジャングルポケット） 濱口優（よゐこ） 松木安太郎 |                                                                                 |
| 20 | 9月16日 | 気象予報士のテンションが上がる 秋の天気あるある!!                                     | かたせ梨乃                                                                                              | 奥村政佳 千葉大雅 根本美緒 森田正光 岩槻秀明 | 最終回                                                                          |

## ネット局

### 深夜番組時代（ネット局）
| 放送対象地域   | 放送局                | 系列           | 放送日時                     | 放送期間                      | ネット状況 | 備考                |
| -------------- | --------------------- | -------------- | ---------------------------- | ----------------------------- | ---------- | ------------------- |
| 関東広域圏     | テレビ朝日（EX）      | テレビ朝日系列 | 日曜 2:00 - 2:30（土曜深夜） | 2016年4月10日 - 2017年4月2日  | 制作局     | [ 注 21 ]           |
| 福島県         | 福島放送（KFB）       | テレビ朝日系列 | 日曜 2:00 - 2:30（土曜深夜） | 2016年4月17日 - 2017年4月2日  | 同時ネット | [ 注 21 ] [ 注 22 ] |
| 石川県         | 北陸朝日放送（HAB）   | テレビ朝日系列 | 水曜 1:35 - 2:05（火曜深夜） | 2016年4月27日 - 2017年3月29日 | 遅れネット | [ 注 23 ]           |
| 福岡県         | 九州朝日放送（KBC）   | テレビ朝日系列 | 水曜 1:50 - 2:20（火曜深夜） | 2016年4月27日 - 2017年4月19日 | 遅れネット |                     |
| 青森県         | 青森朝日放送（ABA）   | テレビ朝日系列 | 水曜 0:45 - 1:15（火曜深夜） | 2016年5月6日 - 2017年4月12日  | 遅れネット | [ 注 24 ]           |
| 岩手県         | 岩手朝日テレビ（IAT） | テレビ朝日系列 | 金曜 0:50 - 1:20（木曜深夜） | 2016年5月6日 - 2017年4月14日  | 遅れネット |                     |
| 愛媛県         | 愛媛朝日テレビ（eat） | テレビ朝日系列 | 日曜 1:00 - 1:30（土曜深夜） | 2016年5月8日 - 2017年4月2日   | 遅れネット | [ 注 25 ]           |
| 熊本県         | 熊本朝日放送（KAB）   | テレビ朝日系列 | 火曜 1:15 - 1:45（月曜深夜） | 2016年5月20日 - 2017年4月11日 | 遅れネット | [ 注 26 ]           |
| 鹿児島県       | 鹿児島放送（KKB）     | テレビ朝日系列 | 金曜 1:45 - 2:15（木曜深夜） | 2016年7月1日 - 2017年3月31日  | 遅れネット | [ 注 27 ]           |
| 長野県         | 長野朝日放送（abn）   | テレビ朝日系列 | 水曜 0:50 - 1:20（火曜深夜） | 2016年7月14日 - 2017年5月31日 | 遅れネット | [ 注 28 ]           |
| 山口県         | 山口朝日放送（yab）   | テレビ朝日系列 | 水曜 0:50 - 1:20（火曜深夜） | 2016年9月6日 - 2017年4月12日  | 遅れネット | [ 注 29 ]           |
| 香川県・岡山県 | 瀬戸内海放送（KSB）   | テレビ朝日系列 | 火曜 0:20 - 0:50（月曜深夜） | 2016年10月4日 - 2017年4月11日 | 遅れネット | [ 注 30 ]           |
| 近畿広域圏     | 朝日放送（ABC）       | テレビ朝日系列 | 月曜 0:58 - 1:28（日曜深夜） | 2016年11月7日 - 2017年3月27日 | 遅れネット | [ 注 31 ]           |
| 大分県         | 大分朝日放送（OAB）   | テレビ朝日系列 | 火曜 1:15 - 1:45（月曜深夜） | 2016年12月14日 - 2017年8月1日 | 遅れネット | [ 注 32 ]           |

不定期放送局
- 北海道：北海道テレビ

### プライムタイム時代（ネット局）
| 放送対象地域   | 放送局                   | 系列           | 放送日時           | 放送期間                | ネット状況 |
| -------------- | ------------------------ | -------------- | ------------------ | ----------------------- | ---------- |
| 関東広域圏     | テレビ朝日（EX）         | テレビ朝日系列 | 土曜 21:58 - 22:59 | 2017年4月15日 - 9月16日 | 制作局     |
| 北海道         | 北海道テレビ（HTB）      | テレビ朝日系列 | 土曜 21:58 - 22:59 | 2017年4月15日 - 9月16日 | 同時ネット |
| 青森県         | 青森朝日放送（ABA）      | テレビ朝日系列 | 土曜 21:58 - 22:59 | 2017年4月15日 - 9月16日 | 同時ネット |
| 岩手県         | 岩手朝日テレビ（IAT）    | テレビ朝日系列 | 土曜 21:58 - 22:59 | 2017年4月15日 - 9月16日 | 同時ネット |
| 宮城県         | 東日本放送（KHB）        | テレビ朝日系列 | 土曜 21:58 - 22:59 | 2017年4月15日 - 9月16日 | 同時ネット |
| 秋田県         | 秋田朝日放送（AAB）      | テレビ朝日系列 | 土曜 21:58 - 22:59 | 2017年4月15日 - 9月16日 | 同時ネット |
| 山形県         | 山形テレビ（YTS）        | テレビ朝日系列 | 土曜 21:58 - 22:59 | 2017年4月15日 - 9月16日 | 同時ネット |
| 福島県         | 福島放送（KFB）          | テレビ朝日系列 | 土曜 21:58 - 22:59 | 2017年4月15日 - 9月16日 | 同時ネット |
| 新潟県         | 新潟テレビ21（UX）       | テレビ朝日系列 | 土曜 21:58 - 22:59 | 2017年4月15日 - 9月16日 | 同時ネット |
| 長野県         | 長野朝日放送（abn）      | テレビ朝日系列 | 土曜 21:58 - 22:59 | 2017年4月15日 - 9月16日 | 同時ネット |
| 静岡県         | 静岡朝日テレビ（SATV）   | テレビ朝日系列 | 土曜 21:58 - 22:59 | 2017年4月15日 - 9月16日 | 同時ネット |
| 石川県         | 北陸朝日放送（HAB）      | テレビ朝日系列 | 土曜 21:58 - 22:59 | 2017年4月15日 - 9月16日 | 同時ネット |
| 中京広域圏     | メ〜テレ（NBN）          | テレビ朝日系列 | 土曜 21:58 - 22:59 | 2017年4月15日 - 9月16日 | 同時ネット |
| 近畿広域圏     | 朝日放送（ABC）          | テレビ朝日系列 | 土曜 21:58 - 22:59 | 2017年4月15日 - 9月16日 | 同時ネット |
| 広島県         | 広島ホームテレビ（HOME） | テレビ朝日系列 | 土曜 21:58 - 22:59 | 2017年4月15日 - 9月16日 | 同時ネット |
| 山口県         | 山口朝日放送（yab）      | テレビ朝日系列 | 土曜 21:58 - 22:59 | 2017年4月15日 - 9月16日 | 同時ネット |
| 香川県・岡山県 | 瀬戸内海放送（KSB）      | テレビ朝日系列 | 土曜 21:58 - 22:59 | 2017年4月15日 - 9月16日 | 同時ネット |
| 愛媛県         | 愛媛朝日テレビ（eat）    | テレビ朝日系列 | 土曜 21:58 - 22:59 | 2017年4月15日 - 9月16日 | 同時ネット |
| 福岡県         | 九州朝日放送（KBC）      | テレビ朝日系列 | 土曜 21:58 - 22:59 | 2017年4月15日 - 9月16日 | 同時ネット |
| 長崎県         | 長崎文化放送（NCC）      | テレビ朝日系列 | 土曜 21:58 - 22:59 | 2017年4月15日 - 9月16日 | 同時ネット |
| 熊本県         | 熊本朝日放送（KAB）      | テレビ朝日系列 | 土曜 21:58 - 22:59 | 2017年4月15日 - 9月16日 | 同時ネット |
| 大分県         | 大分朝日放送（OAB）      | テレビ朝日系列 | 土曜 21:58 - 22:59 | 2017年4月15日 - 9月16日 | 同時ネット |
| 鹿児島県       | 鹿児島放送（KKB）        | テレビ朝日系列 | 土曜 21:58 - 22:59 | 2017年4月15日 - 9月16日 | 同時ネット |
| 沖縄県         | 琉球朝日放送（QAB）      | テレビ朝日系列 | 土曜 21:58 - 22:59 | 2017年4月15日 - 9月16日 | 同時ネット |

## スタッフ
※=プライムタイム時代から加入した者
- ナレーション（※）：中井和哉
- 構成：鈴木おさむ（鈴木→途中から）、樅野太紀、小杉四駆郎、あだち昌也、平岡達哉、キシ（あだち以降→※）
- TM（※）：長谷川正和
- TD：廣瀬義幸
- カメラ：斉藤紘志
- 映像：柳澤満
- 音声：江尻和茂（※）
- 照明：木内聡
- 技術協力：テイクシステムズ
- 美術/デザイン：小谷知輝（デザイン兼務→※時から）
- 美術進行：遠藤ゆか、亀井直子（テレビ朝日クリエイト）
- 大道具：作田慎之介
- 小道具（※）：石井琢也
- モニター：下園拓也
- 特殊装置：服部勇太
- 装飾：藤本厳嶺（フルールノンノン）
- オブジェ（※）：富村亜希子
- ヘアメイク：川口カツラ店（※）
- 編集：里慶太郎、森川隆孝（IMAGICA）、井出慧（麻布プラザ）
- MA：佐藤龍志、赤津英彰、駒井仁、秋山栄美子、山松はるな、宝月健（IMAGICA）、浅井佑人（麻布プラザ）
- 音効：波多野精二、上島光央（ラビットムーンオフィス）
- TK：中里優子（M&M）
- 制作協力：吉本興業、ViViA、東通企画、ゼロワン（Vi→※）
- キャスティング協力：田村力（ビーオネスト、途中から）
- 宣伝：尾木実愛
- デスク：北谷みづき
- 編成：小鴨翔、山本文隆
- 制作スタッフ：宮川貴匡、堀川美由希、藤原康隼、千田健輔、下野宰、笠井七海、榛葉崇太、加藤彩、岡森可南子、岡本英樹、花田英之、今井彩水、右田理香、前田康太朗、野口陽介、代蔵ひかる、森岡佑介、初沢奈保子（千田以降→※）
- アシスタントプロデューサー：中尾まなみ、小倉文（吉本興業）、河野朋恵（ViViA）（小倉・河野→※）
- ディレクター：前田匡寛、小石重蔵、宮澤拓郎、櫛田健太郎、中島孝志、阪口悠樹、小亀聡史、松原広直、武田元紀、羽田野晃男、渡邊（辺）達也、才藤仁、堀正義、岩﨑陽介、前田匡寛、田頭悟、阿部裕太、高山賢一、新谷洋介（宮澤～中島・小亀以降→※）
- チーフディレクター：嶋中一人
- プロデューサー・ディレクター：三浦靖雄（ディレクター兼務→※時から）
- プロデューサー：佐々木聡（吉本興業）、三浦大輔（ViViA）、中田美津子（中田→以前はプロデューサー▶アシスタントプロデューサー、一時離脱）、杉山宏道、堀田浩司（ゼロクリエイト）、吉澤康平（ゼロワン）、白髭晋二（東通企画）（佐々木・三浦・杉山・堀田→※）
- ゼネラルプロデューサー：本部純
- 制作著作：テレビ朝日

### 過去のスタッフ
- 音声：平井保、廣瀬蓉子
- 技術協力：テレテック
- デザイン：鹿内遥
- 美術進行：渡辺絢
- 装飾：長野敦子
- 衣裳：横田尊正
- ヘアメイク：小川和美
- 編成：瀧川恵
- キャスティング協力：根岸美弥子（ビーオネスト、途中から）
- 制作スタッフ：新居隆真、上村優弥、森田祥平、楠原みなみ、岡本将明、遠藤隆真
- アシスタントプロデューサー：斎木綾乃、坂川綾那（吉本興業）
- ディレクター：山本清志郎、長谷部雄人
- プロデューサー：稲冨聡（稲冨→一時離脱▶※、吉本興業）、亀井俊徳（吉本興業）